# Kommende Tempelburg
Die Kommende Tempelburg war ursprünglich eine Niederlassung des Templerordens in Tempelburg in Hinterpommern (heute Czaplinek im Powiat Drawski der polnischen Woiwodschaft Westpommern). Das Land Tempelburg wurde 1290 vom polnischen Herzog Przemysł II. den Templern geschenkt. Mit der Auflösung des Templerordens 1312 sollten die Templerbesitzungen nach der Bestimmung von Papst Clemens IV. an die Johanniter übergehen. Vermutlich setzte sich aber der Bischof von Cammin in den Besitz des Landes Tempelburg und vergab es an Lehensleute. Erst 1345 kam der Johanniterorden in den Besitz des Landes Tempelburg und richtete wieder eine Kommende ein. 1368 wurde das Land Tempelburg an den polnischen König Kasimir abgetreten. 1407 ging die Kommende unter und wurde an die Starostei Draheim angeschlossen. Diese gehörte bis 1668 zu Polen. Danach wurde die Starostei Draheim an Brandenburg verpfändet und schließlich ein pommersches Amt (Amt Draheim).

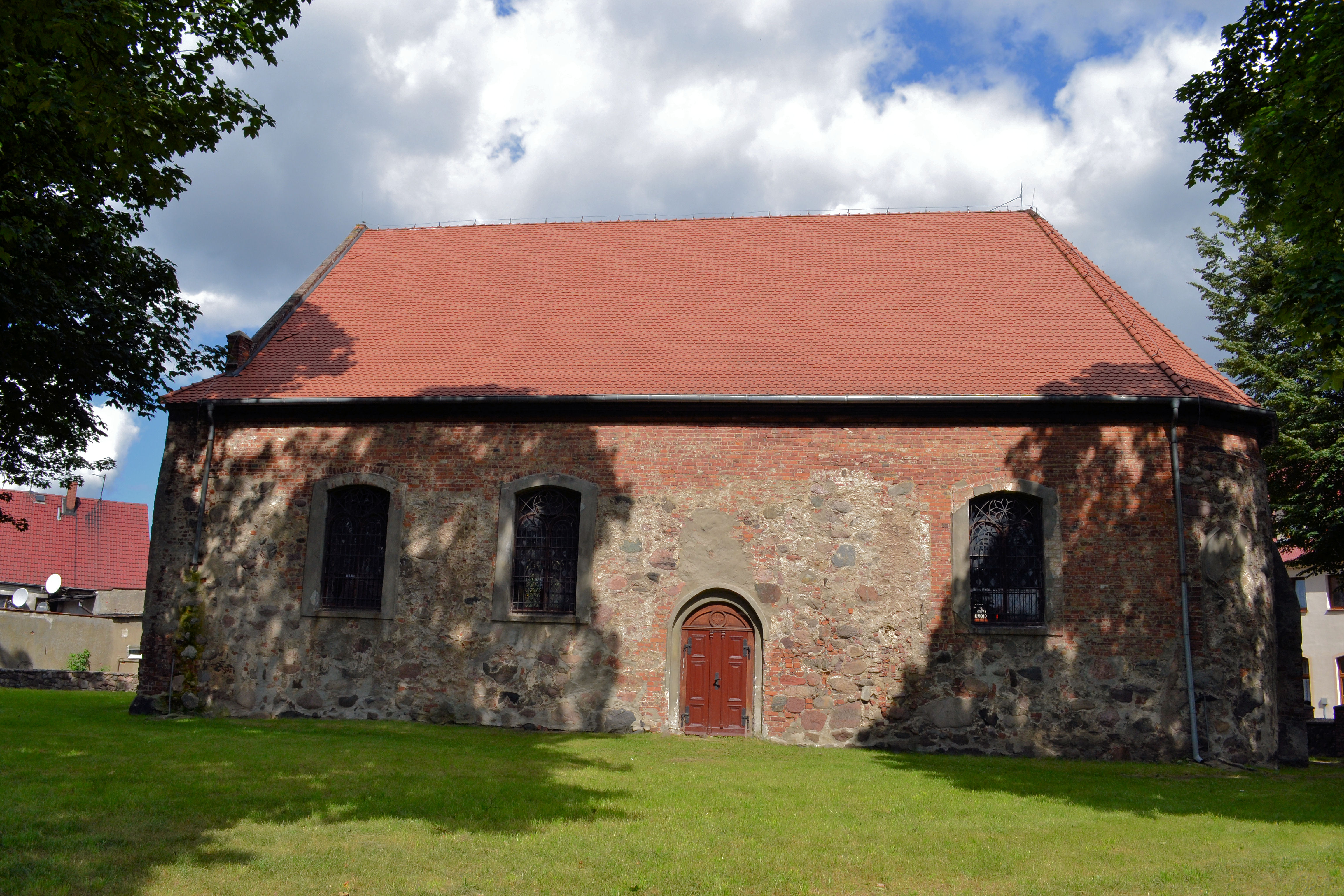
Katholische Kirche Heilige Dreifaltigkeit; sie geht auf die Johanniterzeit zurück

## Lage
Tempelburg/Czaplinek liegt rund 80 Kilometer südöstlich von Kolberg (Kołobrzeg) und 110 Kilometer ostnordöstlich von Stettin zwischen dem Jezioro Drawsko (Dratzigsee) und dem Jezioro Czaplino (Zepplinsee). Mit dem Jezioro Nątlino (Nüthlingsee) berührt noch ein dritter kleiner See das Stadtgebiet.
In Czaplinek kreuzt sich die Fernstraße DK 20 von Stargard nach Danzig mit der DW 163 von Kolberg (Kołobrzeg) nach Deutsch Krone (Wałcz).

## Geschichte
Am 21. November 1290 schenkte Herzog Premislaus II. das Land Tempelburg dem Templerorden. Es war damals noch wüstes, nicht oder kaum bewohntes Land. Die Templer gründeten bald darauf die Stadt Tempelburg, denn schon 1301 wird Tempelburg als „civitas Tempelburgiensis“ erwähnt. Auch der Ausbau des Landes mit vor allem deutschsprachigen Siedlern (wie die Ortsnamen des Landes Tempelburg schließen lassen), ging rasch voran. 1291 kam ein Zehntvertrag mit dem Bischof Jan II. Gerbicz Nałęcz von Posen zustande.
Nach Lüpke kam das Land Tempelburg zwischen 1296 und 1300 unter brandenburgische Landeshoheit. Brzustowicz geht auf diese Annahme von Lüpke nicht näher ein. Nach Lüpke löste Markgraf Waldemar mit dem Vietmannsdorfer Vertrag vom 27. Dezember 1312 auch den Zehntvertrag mit dem Bischof Andreas von Posen ab. Der Bischof von Posen verzichtete auf den Zehnten, erhielt dafür als Ausgleich 50 Mark Silber.

### Auflösung des Templerordens und Übergang an die Johanniter
1312 hob Papst Clemens V. den Templerorden auf, um die Templergüter den Johannitern zu übertragen. Jedoch setzten sich fast überall die Landesherren in den Besitz der Templergüter. In der Mark Brandenburg scheint wohl Markgraf Waldemar die Templergüter in seinen Besitz genommen zu haben. 1318 verhandelte der Bevollmächtigte des Johanniterordens Paul von Mutina (auch Paolo de Modena) mit Markgraf Waldemar über die Herausgabe der Templergüter. Dies erreichte er auch im Kremmener Vertrag vom 29. Januar 1318. Allerdings mussten die Johanniter den sehr hohen Preis von 1250 Mark Brandenburgischen Silbers dafür aufbringen.
Nach Lüpke war die Kommende wohl in den Besitz des brandenburgischen Markgrafen gekommen. Damit wäre auch die Kommende Tempelburg unter die Bestimmungen des Kremmener Vertrages gefallen. Nach Brzustowicz hatte dagegen Bischof Heinrich von Cammin die Kommende Tempelburg ab 1312 unter seine Verwaltung genommen. Am 2. Mai 1312 hatte Papst Clemens V. dem Erzbischof von Gnesen und den Bischöfen von Cammin und Posen die Verwaltung aller Templergüter in ihren Bistümern überwiesen. Die Güter sollten aber den Johannitern unverzüglich ausgehändigt werden, was dann aber wohl nicht geschah. Denn am 1. Dezember 1318 mahnte der Papst erneut per Brief den Dekan des Domkapitels, den Guardian des Dominikaner- und den Guardian des Franziskanerklosters in Cammin, die Einkünfte aus den Templergütern zu prüfen und schätzen, was diese Güter zu den schweren finanziellen Bürden der Johanniter bei ihrem Kampf gegen die Mauren beitragen könnten. Nach Brzustowicz beschloss nun der Camminer Bischof die Übergabe der Templergüter an die Johanniter.
Möglicherweise wurde die Kommende Tempelburg von Waldemar nach dem Kremmener Vertrag oder nach dem Papstbrief von 1318 durch den Camminer Bischof 1318/19 auch tatsächlich den Johannitern übergeben. 1320 wird Gebhard von Bortfeld jedenfalls als Kommendator in Tempelburg (preceptor in Tempelborgh Caminensis diocesis) bezeichnet. Ob er die Kommende tatsächlich in Besitz hatte oder ob es sich mehr um einen Besitzanspruch („Titularkommendator“) handelte, ist nicht klar. Nach dem plötzlichen Tod des brandenburgischen Markgrafen Waldemar am 14. August 1319 setzten bald die politischen Wirren ein, die die Mark Brandenburg viele Gebiete kosteten. Teile der Uckermark wurden von den Pommernherzögen besetzt und der Mark Brandenburg entfremdet. Spätestens in dieser Zeit nahm der pommersche Bischof in Cammin die Kommende Tempelburg in Besitz und entfremdete sie möglicherweise schon wieder den Johannitern. Bemerkenswert ist auch der Zusatz zur Titulatur des Gebhard von Bortfeld von 1320 Caminensis diocesis, da Tempelburg ja zum Bistum Posen gehörte. Möglicherweise folgte hier der Camminer Bischof der noch im 13. Jahrhundert üblichen Praxis, dass den Landesgrenzen auch die Bistumsgrenzen folgten.

### Die Kommende wird den Johannitern wieder entzogen
Nach 1320 wurde den Johannitern jedenfalls ihre Kommende wieder entfremdet, die genauen Umstände sind nicht bekannt. Die Transaktionen aus den Jahren 1334/35 sind ansonsten kaum schlüssig zu erklären. Gebhard von Bortfeld war in den 1320er Jahren auch Kommendator der Kommenden Braunschweig, Goslar und Quanthof sowie ab 1323 auch Generalpräzeptor der Johanniter für die Ordensprovinz Sachsen, Mark, Wendland und Pommern, und hielt sich hauptsächlich in Braunschweig auf. In den verschiedenen Urkunden der 1320er und 1330er Jahren wird er nie (mehr) als Kommendator von Tempelburg bezeichnet.
1334 kaufte der pommersche Adlige Ludolf von Massow die eine Hälfte von Schloss, Städtchen und Land Tempelburg von einem Hermann Roden. 1335 konnte er auch die andere Hälfte vom Bischof von Cammin erwerben, der seine Hälfte wiederum von einem Wizkin von Vorbeck erworben hatte. 1334 leistete Ludolf von Massow dem Camminer Bischof Friedrich von Eickstedt den Lehenseid für das Land Tempelburg. Nach Lüpke muss besonders hervorgehoben werden, dass der Bischof keine Verpflichtung abgab, seinen Lehensmann zu verteidigen und ihm für das Land Gewähr zu geben. Ein mehr als deutlicher Hinweis darauf, dass sich der Bischof im Besitz der Oberlehensherrschaft nicht sicher fühlte.
Dass die Johanniter freiwillig auf den Besitz des Landes Tempelburg verzichtet hätten oder ihn verkauft hätten, wie Brzustowicz als eine Möglichkeit annimmt, ist unwahrscheinlich, zumal ihnen das Land Tempelburg 1345 wieder eingeräumt wurde, d. h. auch, dass sie auf ihre Ansprüche auf das Land Tempelburg nie verzichtet hatten. Die Annahme einiger älterer Autoren, dass die 1334/35 genannten pommerschen Adligen bereits vom brandenburgischen Markgrafen Waldemar eingesetzte Vasallen waren, hält Lüpke für nicht beweisbar. Das widerspricht auch der Urkundenlage. Immerhin wird 1320 mit Gebhard von Bortfeld ein Kommendator von Tempelburg genannt (Waldemar ist 1319 bereits verstorben). Würde man der Ansicht der Autoren folgen, müsste man annehmen, dass Gebhard von Bortfeld 1320 wirklich nur Titularkommendator von Tempelburg war. Hätten die Johanniter die angeblich von Waldemar eingesetzten Adligen als Vasallen übernommen, hätten sie als Lehensherren in den Transaktionen von 1334/35 auftreten müssen, und nicht der Camminer Bischof.
1336/37 hatte sich Gebhard von Bortfelde von seinem Amt als Generalpräzeptor der Johanniter zurückgezogen oder war abgesetzt worden. Möglicherweise trifft letzteres zu, da er auch nicht mehr als Kommendator einer Johanniterkommende auftritt. Danach hielt er sich zunächst im Gefolge des brandenburgischen Markgrafen Ludwig dem Älteren auf, 1340 bis 1344 war er Kanzler des dänischen Königs Waldemar IV. In dieser Zeit sah er wohl keine Möglichkeit, wieder in den Besitz seiner Kommende Tempelburg zu kommen. Vermutlich wurde ihm nun um 1344 berichtet, dass Markgraf Ludwig wieder die Oberhoheit des Landes Tempelburg gewonnen hatte und nutzte nun seinen Einfluss, um Tempelburg wieder in den Besitz der Johanniter zu bekommen.

### Die Johanniter kommen 1345 wieder in den Besitz der Kommende Tempelburg
Im Vertrag von Berlin vom 10. September 1345 räumte der brandenburgische Markgraf Ludwig der Brandenburger das Land Tempelburg den Johannitern wieder ein. Ludwig behielt sich für die wichtige Burg in Tempelburg jedoch ein Öffnungs- und Besatzungsrecht vor. Unklar ist wie das Land Tempelburg in seinen Besitz gekommen ist. Er unterhielt gute Beziehungen zu den Johannitern und fühlte sich wohl noch an die Bestimmungen des Kremmener Vertrages vom 29. Januar 1318 gebunden. 1347 ist Gebhard von Bortfeld dann (wieder) Kommendator in Tempelburg. Um 1349/50 ist er wohl gestorben.
In zwei Urkunden vom 2. November 1350 stellte Markgraf Ludwig seinem Vasallen Henning von Wedel den Ältern das Land Tempelburg in Aussicht, als Ersatz für das an Pommern abgetretene Land Bernstein. Dazu kam es aber nicht, denn Henning von Wedel wurde von Markgraf Ludwig mit den Städten Kallies (Kalisz Pomorski) und Nörenberg (Ińsko) belehnt. Lüpke deutet diesen Vorgang als mögliche Vakanz in der Kommendatorstelle, und möglicher Verkaufsabsichten der Johanniter. Denn eine Übertragung des Landes Tempelburg durch Markgraf Ludwig an einen Vasallen ohne Zustimmung der Johanniter wäre nicht denkbar. 1354 erhielt Ludwig noch einmal die Zusicherung des Öffnungs- und Besatzungsrechtes für die Burg Tempelburg im Falle einer kriegerischen Auseinandersetzung mit Pommern. Am 15. August 1361 weilte der Generalpräzeptor der Johanniter für Sachsen, der Mark, Slavien und Pommern Hermann von Warberg in der Kommende Tempelburg, der damals Bernhard von der Schulenburg als Kommendator vorstand. Er verlieh den Brüdern Ludekin und Georg von der Goltz zu gesamter Hand die beiden Dörfer Blumenwerder (Piaseczno) und Carsbaum (wüst gefallen) sowie vier Seen; den Böskauer See, den Brotzener See, den Buberowsee und den Großen Petznicksee im Land Tempelburg. Zwei Tage später stellte Hermann von Warberg eine weitere Urkunde für die Brüder Hermann und Heinrich de Banczen und Ludekin von der Goltz aus, in der er sie mit Burg und Dorf Machlin (Machliny) und den Dörfern Milkow (wüst gefallen) und Brotzen (Broczyno) belehnte.

### Die Johanniter versuchen die Kommende Tempelburg zu verkaufen
Der Erwerb der Templergüter kostete die Johanniter sehr viel Geld, da sich die jeweiligen Landesherren die Übertragung der Templergüter an den Johanniterorden z. T. teuer bezahlen ließen (siehe als Beispiel die Bestimmungen des Kremmener Vertrages). Bruder Hugo von Werdenberg hatte für die obere Ballei (superior provincia sive Bacilia Alamanniae) hohe Schulden gemacht. 1366 erhielt der Großprior der Johanniter in Deutschland Conrad von Brunsberg vom Generalkapitel, das in Avignon tagte, die Erlaubnis, zur Abtragung der Schulden des Ordens die zur Ballei Sachsen, Mark, Wendland und Pommern gehörigen Kommenden Tempelburg, Schöneck, Lagow und Aka mit Genehmigung des Herrenmeisters der Ballei Brandenburg zu verkaufen.
Die Kommende Schöneck wurde 1370 tatsächlich an den Deutschen Orden verkauft und ging im Deutschordensstaat auf, während die drei anderen Kommenden Tempelburg, Lagow und Zachan (Aka) keinen Käufer fanden und im Besitz des Johanniterordens blieben.

### Land und Kommende Tempelburg kommen unter polnische Oberhoheit
Im Dramburger Vertrag vom 12. Februar 1368 musste der neue Markgraf Otto V. der Faule die Landeshoheit über das Land Tempelburg und damit auch die Kommende Tempelburg an den polnischen König Kasimir III. abtreten. Das Land Tempelburg kam damit unter polnische Oberhoheit.
1378 belagerte der Pommernherzog Swantibor I. die Burgen Tempelburg und Machlin und eroberte sie. Wahrscheinlich wurde die Burg in Tempelburg dabei zerstört. 1401 herrschte jedoch wieder Frieden zwischen dem Pommernherzog Bogislaw VII. und den Johannitern, und dem Orden gelang sogar noch der Erwerb des pommerschen Dorfes Neuwuhrow (Nowe Worowo), das der Orden von den Brüdern Thydeke und Tonneghes von dem Borne kaufen konnte.

### Das Ende der Kommende Tempelburg
1407 wurde die Burg (Alt-)Draheim schließlich von den Truppen des litauisch-polnischen Königs Władysław II. Jagiełło erstürmt und die Kommende Tempelburg wurde anscheinend aufgelöst. Jedenfalls werden im weiteren Verlauf der Geschichte keine Johanniter mehr im Land Tempelburg mehr erwähnt. Spätestens bis 1438 war Draheim der Sitz einer Starostei geworden und hatte die Funktion des Verwaltungssitz des Landes Tempelburg übernommen.

### Das Land Tempelburg kommt in brandenburgischen Pfandbesitz
1657 kam die Starostei Draheim mit der Stadt Tempelburg für 120.000 Taler in brandenburgischen Pfandbesitz. Die Übergabe kam aber erst 1668 zustande, 1669 wurde Tempelburg aus der Gerichtsbarkeit des Amtes Draheim heraus genommen und zur Immediatstadt erklärt. 1773 verzichtete Warschau auf das Einlösungsrecht und Tempelburg und die Starostei Draheim wurde als Amt Draheim an Pommern angeschlossen.

## Kommendatoren/Komture
- 1303 Nikolaus, Meister[14]
- 1320 bis ? Gebhard von Bortfeld, war 1318–1323 und 1328–34 Kommendator in Braunschweig, 1328-1323 (1336?) Kommendator in Goslar, 1318 bis 1328 Kommendator in Quanthof, 1323 bis 1336/37 Generalpräzeptor[15]
- (1345? bis) 1347 (1349?) Gebhard von Bortfelde[16]
- 1361–68 Bernd/Bernhard von der Schulenburg, war zuvor 1359 Kommendator in Süpplingenburg, 1370 wurde er Kommendator von Gartow, 1370/71 Stellvertreter des Generalpräzeptors, 1372 Generalpräzeptor[15]